# Amtsgericht Strausberg

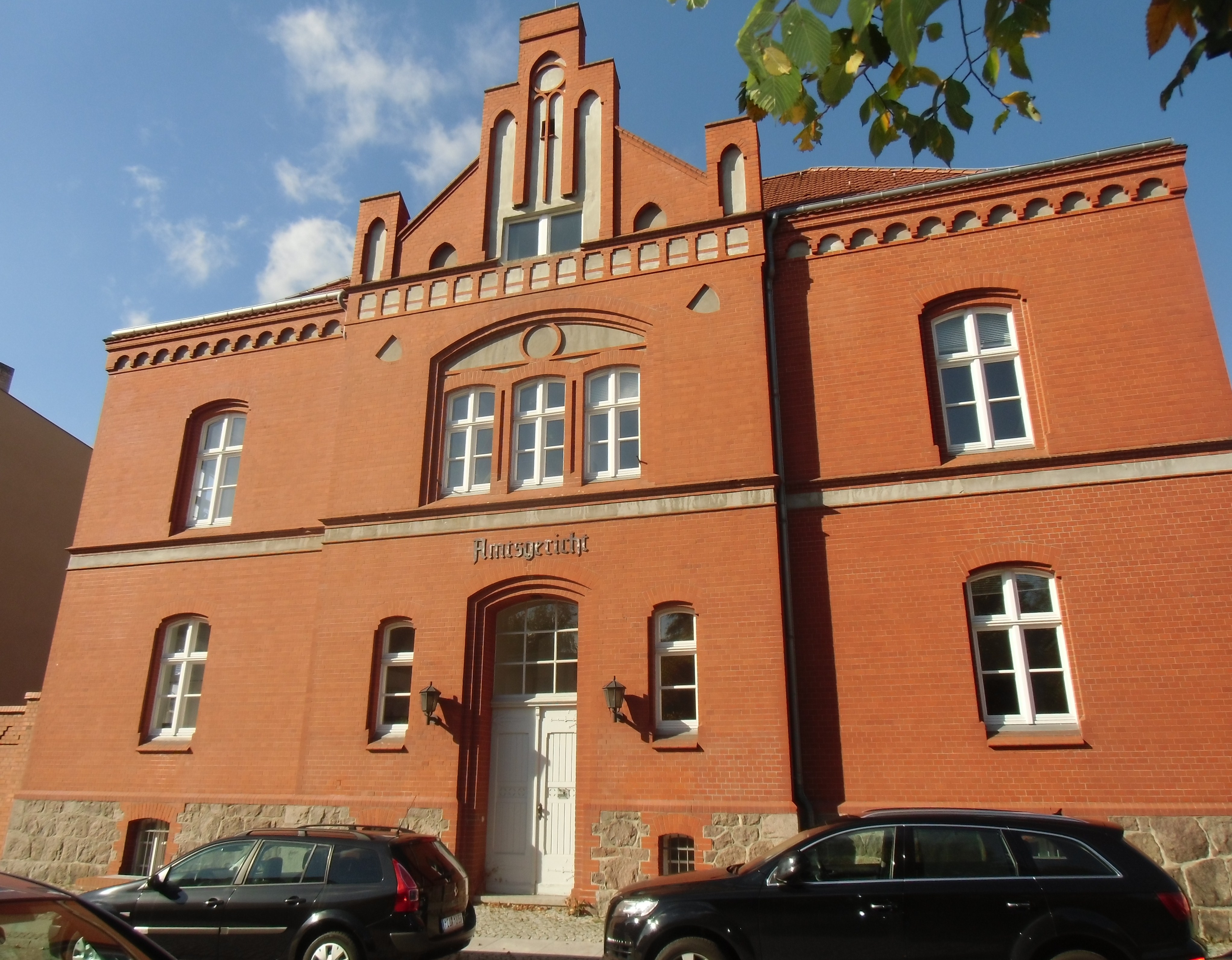
Gerichtsgebäude (2012)

Das Amtsgericht Strausberg, ein Gericht der ordentlichen Gerichtsbarkeit, ist eines von sechs Amtsgerichten (AG) im Bezirk des Landgerichtes Frankfurt (Oder).

## Gerichtssitz und -bezirk
Das Gericht hat seinen Sitz in der amtsfreien Stadt Strausberg im Landkreis Märkisch-Oderland in Brandenburg. Der 638 km² große Gerichtsbezirk erstreckt sich auf die Städte und Gemeinden Altlandsberg, Buckow (Märkische Schweiz), Fredersdorf-Vogelsdorf, Garzau-Garzin, Hoppegarten, Müncheberg, Neuenhagen bei Berlin, Oberbarnim, Petershagen/Eggersdorf, Rehfelde, Rüdersdorf bei Berlin, Strausberg und Waldsieversdorf. In ihm leben rund 129.500 Menschen. In Zwangsversteigerungsverfahren ist das AG Strausberg auch für die Bezirke der Amtsgerichte Bad Freienwalde (Oder), Bernau bei Berlin und Eberswalde zuständig. Insolvenzverfahren werden vom Amtsgericht Frankfurt (Oder) bearbeitet, das auch das Handels- und das Vereinsregister führt. Mahnverfahren werden vom Amtsgericht Wedding als zentralem Mahngericht bearbeitet.

## Übergeordnete Gerichte
Dem Amtsgericht Strausberg ist das Landgericht Frankfurt (Oder) übergeordnet. Zuständiges Oberlandesgericht ist das Brandenburgische Oberlandesgericht in Brandenburg an der Havel.

## Geschichte
Im Ergebnis der Revolution von 1848/49 wurde zum 1. April 1849 das Gerichtswesen neu geordnet. In Wrietzen entstand das Kreisgericht Wrietzen als Eingangsgericht, welches dem Appellationsgericht Frankfurt a. d. Oder nachgeordnet war. In Strausberg entstand eine Zweigstelle des Wrietzener Kreisgerichts, die Gerichtskommission Strausberg. Im Rahmen der Reichsjustizgesetze wurden diese Gerichte aufgehoben und reichsweit einheitlich Oberlandes-, Land- und Amtsgerichte gebildet. Das königlich preußische Amtsgericht Strausberg wurde mit Wirkung zum 1. Oktober 1879 als eines von 14 Amtsgerichten im Bezirk des Landgerichtes Berlin II im Bezirk des Kammergerichtes gebildet. Der Sitz des Gerichtes war die Stadt Strausberg. Sein Gerichtsbezirk umfasste aus dem Landkreis Oberbarnim den Stadtbezirk Strausberg, den Amtsbezirken Garzau und Prötzel, den Amtsbezirk Hirschfelde ohne den Gutsbezirk Werftpfuhl sowie den Gemeindebezirk und Gutsbezirk Bollersdorf aus dem Amtsbezirk Ihlow. Am Gericht bestand 1880 eine Richterstelle. Das Amtsgericht war damit ein kleines Amtsgericht im Landgerichtsbezirk. Im Jahre 1899 wurde das Amtsgericht Strausberg dem Landgericht Berlin III zugeteilt. Mit der Zusammenlegung der Berliner Landgerichte kam das Amtsgericht Strausberg 1933 zum Landgericht Berlin. Nach dem Zweiten Weltkrieg wurde das Amtsgericht Strausberg dem Landgericht Eberswalde zugeordnet. Zum 1. Juli 1951 wurde das Amtsgericht Strausberg in eine Zweigstelle des Amtsgerichtes Bad Freienwalde umgewandelt. 1952 wurden in der DDR die Amtsgerichte abgeschafft und stattdessen Kreisgerichte gebildet. Strausberg kam zum Kreis Strausberg, zuständiges Gericht war damit das Kreisgericht Strausberg. Das Amtsgericht Strausberg wurde aufgehoben.
Das Brandenburgische Gerichtsneuordnungsgesetz (BbgGerNeuOG), verkündet als Artikel 1 des Gesetzes zur Neuordnung der ordentlichen Gerichtsbarkeit und zur Ausführung des Gerichtsverfassungsgesetzes im Land Brandenburg vom 14. Juni 1993, verfügte zum 1. Dezember 1993 die Fortführung der bestehenden Kreisgerichte als Amtsgerichte, die Fortführung der Bezirksgerichte in Cottbus, Frankfurt (Oder) und Potsdam als Landgerichte und die Errichtung eines weiteren Landgerichtes in Neuruppin. Damit entstand das Amtsgericht Strausberg neu.

## Gebäude
Das Gericht ist im Backsteingebäude Klosterstraße 13 untergebracht, das im 19. Jahrhundert von Otto Bertschi errichtet wurde.